# Cours-les-Barres
Cours-les-Barres – miejscowość i gmina we Francji, w Regionie Centralnym, w departamencie Cher.
Według danych na rok 1990 gminę zamieszkiwały 1052 osoby, a gęstość zaludnienia wynosiła 50 osób/km² (wśród 1842 gmin Regionu Centralnego Cours-les-Barres plasuje się na 373. miejscu pod względem liczby ludności, natomiast pod względem powierzchni na miejscu 623.).